# Лопес, Вентура
Венту́ра Ферна́ндес Ло́пес (исп. Ventura Fernández López; 14 июля 1866, Барсена-де-Пье-де-Конча — 17 ноября 1944, Толедо) — испанский писатель, поэт, драматург, литературовед, номинант на Нобелевскую премию по литературе 1902 года.
Вентура Лопес родился в 1886 году в Барсена-де-Пье-де-Конча. Священник, провёл большую часть своей жизни в Толедо, где он развивал свою литературную деятельность в различных жанрах, таких как эссе, романы, драмы и поэзия. В списке его работ можно выделить следующие: романы «Пират» (исп. "El filibustero") (1893) и «Los niñongos» (Толедо, 1898); сонета «Teologales» (Мадрид, 1895), поэма «Сон» (исп. "Un sueño") (1897), эпическая песня «Рота» (исп. "La Rota") (Толедо, 1901), а также многие другие в прессе.
В 1902 году профессор греческого языка и риторики Толедского университета Эммануэль Касадо-и-Салас выдвинул Вентуру Лопеса на соискание Нобелевской премии по литературе за эпическую поэму «Сломленный» (La Rota, 1901).